# Gánovce
Gánovce (allemand : Gansdorf) est un village de Slovaquie situé dans la région de Prešov.

## Histoire
Première mention écrite du village en 1317.

## Démographie

### Évolution de la population
| Année:               | 1994. | 2004.    | 2014.    | 2024.   |
| -------------------- | ----- | -------- | -------- | ------- |
| Nombre de personnes: | 768   | 1069     | 1348     | 1408    |
| Différence:          |       | +39,19 % | +26,09 % | +4,45 % |

| Année:               | 2023. | 2024.   |
| -------------------- | ----- | ------- |
| Nombre de personnes: | 1403  | 1408    |
| Différence:          |       | +0,35 % |